# Ardabil (Stadt)

Siegel der Gemeinde Ardabil

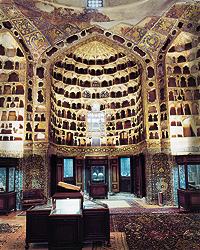
Das Museum von Ardabil

Ardabil (persisch اردبيل, DMG Ardabīl / [ærdæˈbiːl]; aserbaidschanisch اردبيل Ərdəbil / [erdɛˈbɪl]), auch Ardebil, ist eine der größten und wichtigsten Städte des historischen Persiens. Sie liegt im Nordwesten Irans in der gleichnamigen Provinz am Kaspischen Meer.
Die Stadt Ardabil ist bekannt für ihre traditionelle Seiden- und Teppichherstellung. In der Umgebung wird ferner Bewässerungsfeldbau betrieben.

## Geografie
Ardabil liegt südlich der Republik Aserbaidschan und östlich der Provinz Ost-Aserbaidschan auf einem Plateau in einer Höhe von 1351 Metern und ist von Bergen umgeben. Der bekannteste Berg ist der Sabalan (persisch كوه سبلان, DMG Kūh-e Sabalān, ‚Berg Sabalān‘) westlich der Stadt. Die Stadt liegt am Fluss Baleq-Su, der im islamischen Mittelalter den Namen Nehr Ardabil (arabisch-persisch نهر اردبيل, DMG Nahr-i Ardabīl, ‚Ardabil-Fluss‘) trug. Der Fluss entspringt südlich des Sabalan und mündet in den Aras. Wegen des trockenen Klimas ist für Landwirtschaft künstliche Bewässerung nötig. In der Nähe der Stadt gibt es Thermalquellen.

## Geschichte
Ardabil ist eine sehr alte Siedlung – der Name wird auf avestisch Artavil „Heiliger Platz“ zurückgeführt. Durch ihre Lage an wichtigen Handelsrouten war Ardabil seit dem Mittelalter von Bedeutung. Doch durch die Nähe zum Kaukasus wurde Ardabil oft zum Ziel von Angriffen durch Völker aus dem Kaukasus und Südrussland.
Seit der Zeit der Ausbreitung des Islam in Iran (ca. 633–652) war Ardabil die größte Stadt im Nordwesten des Landes. Es war wahrscheinlich die Hauptstadt der Provinz Āzarbāydschān. Erst die Invasion der Mongolen im 13. Jahrhundert setzte der Stadt schwer zu. Ardabil konnte zwei Angriffe abwehren, beim dritten Mal fiel die Stadt in die Hände der Mongolen. Diese richteten ein großes Massaker an und töteten nicht nur die Stadtbevölkerung, sondern auch die Bewohner der umliegenden Dörfer. Überfälle durch Mongolen und Georgier verhinderten fast drei Jahrhunderte einen Wiederaufbau.
Erst mit der Safawiden-Dynastie konnte sich die Stadt erholen. Ismail I., der Begründer der Safawiden-Dynastie, begann von Ardabil aus seinen Vorstoß zur Nationalisierung und Zentralisierung der persischen Regierungsgeschäfte. Zur Hauptstadt seines entstehenden Reiches ernannte Ismail I. zwar um 1500 Täbris, dennoch konnte Ardabil wieder zu einer wichtigen Stadt, wirtschaftlich wie politisch, aufsteigen.

## Sehenswürdigkeiten
Die Stadt beherbergt das Grab des Scheich Safi Al-Din Ardebili, der der Safawiden-Dynastie den Namen gab. Zentral liegt die Mirsa-Aliakbar-Modschtahed-Moschee; im Stadtteil Pir Schamso-d-Din befindet sich die denkmalgeschützte Freitagsmoschee von Ardabil.

## Verkehr
Die Stadt ist als Endpunkt der Bahnstrecke Mianeh–Ardebil vorgesehen, die in Mianeh von der Bahnstrecke Teheran–Täbris abzweigt. Die Neubaustrecke wird etwa 175 km lang, eingleisig und für eine Höchstgeschwindigkeit von 160 km/h ausgelegt. Die im Bau befindliche Strecke soll voraussichtlich 2019 fertiggestellt werden.

## Bevölkerungsentwicklung
- 1976 – 147.846[3]
- 1986 – 281.973
- 1991 – 311.022
- 1996 – 340.386
- 2005 – 410.753
- 2006 – 421.248
- 2012 – 442.650

## Klima
|                       | Jan  | Feb  | Mär  | Apr  | Mai  | Jun  | Jul  | Aug  | Sep  | Okt  | Nov  | Dez  |   |       |
| Mittl. Tagesmax. (°C) | 3,0  | 4,5  | 9,3  | 16,7 | 19,7 | 23,2 | 25,0 | 24,7 | 22,6 | 17,5 | 11,4 | 5,7  | ⌀ | 15,3  |
| Mittl. Tagesmin. (°C) | −7,9 | −6,3 | −2,4 | 2,8  | 6,0  | 9,0  | 11,6 | 11,6 | 8,7  | 4,8  | 0,3  | −4,6 | ⌀ | 2,8   |
|                       |      |      |      |      |      |      |      |      |      |      |      |      |   |       |
| Niederschlag (mm)     | 24,7 | 21,8 | 37,4 | 38,3 | 45,1 | 19,4 | 6,7  | 5,4  | 9,9  | 33,0 | 37,1 | 25,1 | Σ | 303,9 |
|                       |      |      |      |      |      |      |      |      |      |      |      |      |   |       |
| Regentage (d)         | 8,0  | 8,5  | 11,2 | 11,5 | 13,7 | 6,9  | 3,9  | 3,8  | 5,8  | 8,8  | 7,5  | 7,7  | Σ | 97,3  |

| −7,9 |

| −6,3 |

| −2,4 |

| 2,8 |

| 6,0 |

| 9,0 |

| 11,6 |

| 11,6 |

| 8,7 |

| 4,8 |

| 0,3 |

| −4,6 |

| −7,9 |

| −6,3 |

| −2,4 |

| 2,8 |

| 6,0 |

| 9,0 |

| 11,6 |

| 11,6 |

| 8,7 |

| 4,8 |

| 0,3 |

| −4,6 |

| N i e d e r s c h l a g | 24,7 | 21,8 | 37,4 | 38,3 | 45,1 | 19,4 | 6,7 | 5,4 | 9,9 | 33,0 | 37,1 | 25,1 |
|                         | Jan  | Feb  | Mär  | Apr  | Mai  | Jun  | Jul | Aug | Sep | Okt  | Nov  | Dez  |

## Söhne und Töchter der Stadt
- Safi ad-Din (1252–1334), Geistlicher
- Ismail I. (1487–1524), Schah (Dynastie der Safawiden), hoher Geistlicher des Safawiyya
- Mousavi Ardebili (1926–2016), schiitischer Geistlicher und Politiker
- Nasrollah Nasehpour (1940–2023), Sänger und Professor für klassischen persischen Gesang
- Rahim Aliabadi (* 1943), Ringer
- Shahram Rostami (* 1948), Brigadegeneral, Leiter der iranischen Luftwaffe
- Ali Daei (* 1969), Fußballspieler
- Yahya Golmohammadi (* 1971), Fußballspieler
- Shojaat Ghane (* 1975), Schachgroßmeister
- Hossein Rezazadeh (* 1978), Gewichtheber und Olympiasieger
- Sajjad Anoushiravani (* 1984), Gewichtheber
- Karim Ansarifard (* 1990), Fußballspieler
- Sajjad Shahbazzadeh (* 1990), Fußballspieler
- Saeid Mohammadpour (* 1993), Gewichtheber
- Behnam Shiri Jabilou (* 1993), Diskuswerfer
- Pouya Norouzi Nezhad (* 1994), Handballspieler